# Флаг Всеволожска
Флаг муниципального образования «Город Все́воложск» Всеволожского муниципального района Ленинградской области Российской Федерации — опознавательно-правовой знак, служащий официальным символом муниципального образования.
Флаг утверждён 18 июля 2006 года как флаг муниципального образования «Всеволожское городское поселение» (1 января 2008 года переименовано в муниципальное образование «Город Всеволожск») и внесён в Государственный геральдический регистр Российской Федерации с присвоением регистрационного номера 2468.

## Описание
«Флаг муниципального образования „Всеволожское городское поселение“ представляет собой прямоугольное полотнище с отношением длины к ширине 3:2, воспроизводящее композицию герба муниципального образования „Всеволожское городское поселение“ в красном, синем, белом и жёлтом цветах».
Геральдическое описание герба гласит: «В пересечённом червлёном и лазоревом поле серебряные дубовый (справа и спереди) и лавровые листы, стоящие на золотом пламени и сопровождаемые во главе княжеской короной».

## Обоснование символики
Дубовый и лавровый листы (центральная часть композиции монумента, установленного во Всеволожске на «Дороге жизни»), стоящие на золотом пламени, являются символами нерушимости, могущества, непобедимости и победы в период военных лет.
Лазурь, червлень, серебро и золото — гербовые цвета Ленинградской области и Российской Федерации.
Кроме того, в обосновании символики утверждается, что 

«Княжеская корона указывает на род князей Всеволожских…»

хотя дворяне Всеволожские никогда не имели княжеского титула.